# Everybody Scream
Albums de Florence and the Machine
Dance Fever
(2022)
Everybody Scream est le sixième album studio du groupe britannique Florence and the Machine, dont la sortie est prévue pour le 31 octobre 2025 au label Polydor Records. Il fait suite à leur album Dance Fever, sorti en 2022.

## Annonce et promotion
Officiellement annoncé par le groupe sur leurs réseaux le 19 août, l'album sera composé de 12 titres et sa sortie coïncidera avec le jour d'Halloween,. Le design de l'album et la réalisation du clip du premier single-titre, Everybody Scream, sorti le 20 août, est dirigé par Autumn de Wilde, qui avait déjà travaillé avec Florence Welch sur Dance Fever,.
L'annonce de ce nouvel album suit plusieurs messages cryptiques et images partagées par Welch, notamment une photo avec Mark Bowen, guitariste de IDLES, mais aussi des mentions de thèmes liés à l'album tels que « witchcraft, folk horror, mysticism, magic, poetry, insanity » (sorcellerie, horreur folklorique, mysticisme, magie, poésie, insanité). Le 11 août, un teaser dévoilant Welch vêtue d'une robe rouge, creusant un trou dans un champ puis hurlant à l'intérieur de celui-ci est publié,.

## Production
Plusieurs artistes ont collaboré avec Florence and the Machine sur la réalisation de l'album, notamment Mitski et Aaron Dessner (en) des The National. Dans la continuité de son prédécesseur, cet album puisera son ambiance dans le mysticisme et l'horreur folklorique, abordant les thèmes de la sororité, du vieillissement, de la mort, du corps et de la guérison, inspiré par Florence Welch à la suite d'une chirurgie salvatrice.